# Larrodrigo
Larrodrigo es un municipio y localidad española de la provincia de Salamanca, en la comunidad autónoma de Castilla y León. Se integra dentro de la comarca de la Tierra de Alba. Pertenece al partido judicial de Salamanca y a la mancomunidad Aguas de Sta. Teresa y Tierras del Tormes.
Su término municipal está formado por las localidades de Carabias, Gallegos de Crespes y Larrodrigo, ocupa una superficie total de 49,63 km² y según los datos demográficos recogidos en el padrón municipal elaborado por el INE en el año 2017, cuenta con 193 habitantes.

## Símbolos

### Escudo
El escudo heráldico que representa al municipio fue aprobado con el siguiente blasón:

«Escudo modelo español tradicional rectilíneo en el eje y flancos, curvilíneo en la punta, partido y medio cortado resultando tres cuarteles. Cuartel derecho, sobre oro un verraco sable surmontado por encina sinople. Cuartel izquierdo superior, sobre gules una Cruz Sanjuanista de plata. Cuartel izquierdo inferior, jaquelado de ocho puntos de plata y siete de azur. Al timbre, corona de la Casa Borbónica reinante»

### Bandera
El ayuntamiento no ha adoptado aún una bandera para el municipio.

## Historia
Su fundación se remonta a la repoblación efectuada por los reyes de León en la Edad Media, quedando integrado en el cuarto de Cantalberque de la jurisdicción de Alba de Tormes, dentro del Reino de León, denominándose Pela Rodrigo en el siglo XIII y Felarrodrigo en el XV. Con la creación de las actuales provincias en 1833, Larrodrigo quedó encuadrado en la provincia de Salamanca, dentro de la Región Leonesa, formando parte del partido judicial de Alba de Tormes hasta la desaparición de éste y su integración en el de Salamanca.

## Geografía humana

### Demografía
Cuenta con una población de 186 habitantes (INE 2024).
| Gráfica de evolución demográfica de Larrodrigo entre 1842 y 2021                                                                                                |
| |
| Población de derecho según los censos de población del INE Población de hecho según los censos de población del INEEn este censo se denominaba La Rodrigo: 1842 |

### Núcleos de población
El municipio se divide en tres núcleos de población, que poseían la siguiente población en 2015 según el INE.
| Núcleo de población | Población |
| ------------------- | --------- |
| Larrodrigo          | 188       |
| Carabias            | 3         |
| Gallegos de Crespes | 0         |

## Administración y política
| Partido político                         | 2019  | 2019  | 2019       | 2015  | 2015  | 2015       | 2011  | 2011  | 2011       | 2007  | 2007  | 2007       | 2003  | 2003  | 2003       |
| Partido político                         | %     | Votos | Concejales | %     | Votos | Concejales | %     | Votos | Concejales | %     | Votos | Concejales | %     | Votos | Concejales |
| Partido Popular (PP)                     | 69,06 | 96    | 5          | 57,64 | 83    | 4          | 63,13 | 101   | 4          | 58,45 | 121   | 4          | 54,64 | 106   | 4          |
| Partido Socialista Obrero Español (PSOE) | 25,18 | 35    | 0          | 32,64 | 47    | 1          | 25,00 | 40    | 1          | 41,06 | 85    | 3          | 43,81 | 85    | 3          |
| Coalición SI por Salamanca (SI)          | —     | —     | —          | —     | —     | —          | 1,88  | 3     | 0          | —     | —     | —          | —     | —     | —          |